# 陰兒房第4章：鎖命亡靈
《陰兒房第4章：鎖命亡靈》（英語：Insidious: The Last Key）是一部於2018年上映的美國超自然恐怖片，由亞當·羅勃提爾執導和雷·沃納爾編劇。本片為《陰兒房系列》的第四部電影，為2015年電影《陰兒房第3章：從靈開始》的續集。主演包括琳·雪伊、哈娜·海斯、安格斯·桑普森、喬許·史都華和絲賓瑟·洛克。《陰兒房第4章：鎖命亡靈》2018年1月5日在美國上映。

## 劇情
1953年，愛麗絲·莉尼爾與父母傑拉爾德和奥布瑞以及弟弟克里斯蒂安住在新墨西哥州的五鑰鎮。愛麗絲和克里斯蒂安在臥室裡遇到了一個鬼魂。克里斯蒂安嚇壞了，想找到母親給他的求救口哨，但找不到。傑拉爾德怒不可遏，用手杖鞭打愛麗絲，並將她鎖在地下室。愛麗絲打開了一扇神秘的紅色大門，並被邪靈短暫附身。奥布瑞被邪靈殺死。
幾十年後的2010年，在加利福尼亞州，愛麗絲與同事史匹克和塔克一起成为超自然現象調查員。一個名叫泰德·蓋薩的人來電，說他家裡發生了超自然現象。愛麗絲意識到這是她兒時的家，便决定離開加州去幫助他。在調查過程中，她找到了克里斯蒂安丟失的哨子，但在遇到女鬼後哨子又消失了。愛麗絲告訴史匹克和塔克，她小時候曾見過這種鬼魂。由於害怕再次遭到父親的毆打，她拋棄了克里斯蒂安，独自逃離了這所房子。
愛麗絲、史匹克和塔克遇见了克里斯蒂安的女兒瑪莉莎和伊莫珍。克里斯蒂安仍然對愛麗絲拋棄他感到憤怒。為了修补两人的關係，愛麗絲遞給瑪莉莎一張哨子的照片，讓她拿給克里斯蒂安看。愛麗絲和塔克在地下室找到了一個隱藏的房間。在女鬼的指引下，他們發現一名年輕女子被囚禁在裡面。泰德透露他對此負有責任。他將众人鎖在裡面並試圖殺死史匹克。史匹克出於自衛殺死了泰德。
警察清理完房子後，克里斯蒂安和两个女兒進去尋找哨子。瑪莉莎被愛麗絲過去遭遇的邪靈“鑰匙臉”襲擊。鑰匙臉使她陷入昏迷，她的意識現在停留在“陰深處”的靈魂世界。
為了救瑪莉莎，愛麗絲搜查了房子，發現了藏起来的手提箱，裡面裝著許多其他被囚禁女人的物品，包括她小時候見過的那個年輕女人。愛麗絲意識到，和泰德一樣，她的父親傑拉爾德也曾綁架過女性並將她們關在密室裡。她看到的那個女人安娜當時還活著，不是鬼魂；她後來被杰拉爾德殺死。回到现在，愛麗絲到鑰匙臉的伏擊，她的靈魂也被帶到了陰深處。
伊莫珍擁有與愛麗絲一樣的通灵能力，她决定進入陰深處，被安娜的鬼魂帶到监狱世界，鑰匙臉關押著他帶走的所有靈魂，包括瑪莉莎和愛麗絲。愛麗絲意識到鑰匙臉一直在控制傑拉爾德和泰德，並以他們綁架的女性所產生的恐懼和仇恨為食。鑰匙臉試圖脅迫愛麗絲傷害她父親的靈魂，以報復他的所作所為。愛麗絲開始毆打傑拉爾德，但被伊莫珍制止，拒絕再向鑰匙臉输送仇恨。鑰匙臉攻擊愛麗絲，傑拉爾德救了她，但被鑰匙臉刺傷，傑拉爾德的靈魂化为灰烬。
鑰匙臉又刺傷了瑪莉莎，導致她的肉體開始死亡。鑰匙臉試圖附身愛麗絲，这时愛麗絲吹響了克里斯蒂安的口哨，奥布瑞的靈魂降臨，打败了鑰匙臉。她們打開一扇門，看到了小男孩多尔顿·兰伯特。她們意識到開錯了門，没有关门就走开了，又打开另一扇门找到了瑪莉莎的肉体。瑪莉莎的靈魂回到了她在現實世界的身體，这才救了她的命。愛麗絲與她母親的靈魂和好，她和伊莫珍回到現實世界，與原諒了愛麗絲的克里斯蒂安重逢。
在睡夢中，愛麗絲夢見了多尔顿和一個紅臉邪靈。她醒來接到洛兰的電話。愛麗絲多年前曾幫助過她的兒子，現在她的孫子多尔顿也需要同樣的幫助。愛麗絲同意提供幫助。

## 演員
- 琳·雪伊 飾 愛麗絲·莉尼爾
  - 艾娃·庫克 飾 年輕的愛麗絲
  - 哈娜·海斯（英语：Hana Hayes） 飾 青少年時期的愛麗絲
- 雷·沃納爾 飾 史蒂芬「史匹克」
- 安格斯·桑普森（英语：Angus Sampson） 飾 塔克
  - 凱西·李 飾 年輕的塔克
- 喬許·史都華 飾 傑拉爾德
- 絲賓瑟·洛克（英语：Spencer Locke） 飾 瑪莉莎
- 凱特琳·傑拉德（英语：Caitlin Gerard） 飾 伊莫珍
- 柯克·埃斯沃多 飾 泰德·蓋薩
- 泰莎·費雷爾（英语：Tessa Ferrer） 飾 奥布瑞
- 馬庫斯·亨德森 飾 維特菲爾德偵探
- 喬瑟夫·畢夏拉（英语：Joseph Bishara） 飾 口紅臉惡魔
- 阿曼達·雅羅斯（英语：Amanda Jaros） 飾 瑪拉·詹寧斯

## 製作

### 拍攝
主體拍攝在2016年8月開始，並於9月結束拍攝。

## 發行
《陰兒房第4章：鎖命亡靈》定於2018年1月5日上映，原定於2017年10月20日上映，期後檔期改為另一部布倫屋製片公司的電影《忌日快樂》。

### 評價
《陰兒房第4章：鎖命亡靈》在爛番茄上根據62條評論而持有27%的新鮮度，平均得分4.9 / 10；該網站共識：「《陰兒房第4章：鎖命亡靈》為該系列的影星琳·雪伊帶來了另一個絕佳的機會，但她的努力仍不足以挽救這部沒有靈感的續集。」。而在Metacritic上則獲得了49分。據CinemaScore調查，觀眾的評價在A+至F間落在「B-」。

### 票房
《陰兒房第4章：鎖命亡靈》在美國和加拿大與擴大發行的《決勝女王》共同競爭，外界預估該片能在首週末從3116間戲院中獲得2000萬至2200萬美元的票房。該片在週四晚間獲得賺了198萬美元，為該系列最高的成績。美國首週末票房達2930萬美元，位居當週亞軍。

### 特別版
《陰兒房第4章：鎖命亡靈特別版》定於2018年4月13日於台灣上映三天，並於限定戲院上映。